# Фердинанд VI
Фердинанд VI (исп. Fernando VI; 23 сентября 1713[…], Мадрид — 10 августа 1759[…], Вильявисиоса-де-Одон, Мадрид) — король Испании (1746—1759), сын Филиппа V и его первой жены, Луизы Савойской. Двоюродный брат Людовика XV. 

## Личность
Вступил на престол на 33-м году жизни, не принимая до тех пор участия в делах правления из-за враждебного отношения к нему со стороны его мачехи Елизаветы Фарнезе. Отличаясь мягким характером и страдая меланхолией, он подчинялся влиянию своей умной и энергичной жены Барбары, дочери короля Португалии Жуана V. Фернандо был так же  застенчив и не верил своим способностям. Когда его хвалили за его мастерство как охотника, он ответил: «Было бы трудно, если бы я ничего не мог сделать». Кончина жены в 1758 году стала тяжёлым ударом для короля, он тяжело заболел психически и ненадолго пережил супругу.

## Политическая сторона правления
Сотрудниками Фердинанда в делах правления были маркиз де Энсенада, заведовавший финансами, премьер-министр Хосе де Карвахаль, управлявший иностранной политикой, Раваго, исповедник короля, и певец Фаринелли, бывший советник Филиппа V. Карвахаль старался поддерживать дружественные отношения между Испанией и Великобританией; после его смерти (1754) Энсенада, враг Англии, настаивал на сближении с Францией, что и послужило причиной его отставки.
Фердинанд желал оставаться нейтральным в международных отношениях и сосредоточивал свои заботы на реформах армии, флота, суда и администрации, на оживлении земледелия, промышленности и торговли, на развитии научного и художественного образования. В этом отношении он является предшественником Карла III и его выдающихся министров.